# Бенхабиль, Абдельмалек
Абдельмалек Бенхабиль (араб. عبد المالك بن حبيلس‎;
27 апреля 1921, Сетиф – 28 декабря 2018, Алжир ) — алжирский политик, государственный и дипломатический деятель, исполняющий обязанности президента Алжира с 11 января 1992 по 14 января 1992 года.

## Биография
Родился в берберской семье. юрист по образованию. 
Алжирский националист. Был одним из основателей Партии алжирского народа (НПА), затем членом Движения за торжество демократических свобод, редактировал газету L'Étoile algérienne (1948-1949).
Участник Фронта национального освобождения Алжира.
После обретения независимости Алжира  в 1963 году назначен генеральным секретарем Министерства иностранных дел (до 1964) позже работал послом Алжира в Японии, затем в Тунисе. В 1971 году был отозван в Алжир, и до 1974 года вновь был генеральным секретарем министерства иностранных дел. В 1977 году занял пост министра юстиции Алжира. 
В 1979 году отправлен послом в Швейцарию и Ватикан.
В 1989–1995 – председатель Конституционного совета Алжира.
После смещения с президентского поста Шадли Бенджедида 11 января 1992 года , согласно конституции стал и. о. главы государства. Три дня спустя, 14 января , власть в стране перешла к Мухаммеду Будиафу.